# سمیر امریش
سمیر امریش (انگلیسی: Samir Amirèche؛ زادهٔ ۲۸ ژوئن ۱۹۷۲) بازیکن فوتبال اهل الجزایر بود.
از باشگاه‌هایی که در آن بازی کرده‌است می‌توان به باشگاه ورزشی الغرافه، باشگاه فوتبال ستاره ساحلی، باشگاه فوتبال اونیائو، و باشگاه فوتبال پاری سن ژرمن اشاره کرد.
وی همچنین در تیم ملی فوتبال الجزایر بازی کرده‌است.